# Катріна Пауелл
Катріна Пауелл (англ. Katrina Powell, 8 квітня 1972) — австралійська хокеїстка на траві.
Олімпійська чемпіонка 1996, 2000 років, учасниця 2004 року.
Переможниця Ігор Співдружності 1998 року, бронзова призерка 2002 року.
Чемпіонка світу 1998 року.
Переможниця Трофею чемпіонів 1997, 1999, 2003 років, бронзова призерка 2000, 2001 років.
Срібна призерка Чемпіонату світу з хокею на траві серед юніорів 1993 року.